# Rocabertí de Sant Salvador
Rocabertí de Sant Salvador és un petit llogaret pertanyent al municipi d'Agramunt, a la comarca de l'Urgell. Actualment deshabitat, està format per un nucli de quatre o cinc cases que formen pinya al volt d'un reduït recinte només obert per llevant. Està situat a 443 metres d'altitud.
Estigué vinculat, almenys des del segle xvii, amb la jurisdicció de la Donzell. La seva església depenia de la parròquia de Sant Tirs d'Oliola. Rocabertí de Sant Salvador com a població va ser municipi en solitari fins a 1857 moment en què es va crear el municipi de Doncell conjuntament amb les poblacions veïnes de la Donzell d'Urgell, Montclar d'Urgell i les Puelles, fins que finalment el 1970 totes les poblacions del municipi de Doncell van passar a formar part del municipi d'Agramunt.
S'hi arriba per Donzell d'Urgell i per Agramunt mitjançant un camí rural d'aproximadament 5 km.